# Леміщине
Лемі́щине — село в Золочівській громаді Богодухівського району Харківської області України. Населення становить 157 осіб.

## Географія
Селом тече Балка Бротониця, вище за течією на відстані 2 км розташоване селище Відродженівське, нижче за течією на відстані 2 км — село Тимофіївка. На річці велика загата. На відстані 2 км розташоване село Морозова Долина. До села примикає невеликий лісовий масив (сосна, дуб).

## Історія
Село постраждало внаслідок геноциду українського народу, вчиненого урядом СССР у 1932—1933 роках, кількість встановлених жертв у Леміщиному та Писарівці — 117 людей.
12 червня 2020 року, розпорядженням Кабінету Міністрів України № 725-р «Про визначення адміністративних центрів та затвердження територій територіальних громад Харківської області», увійшло до складу Золочівської селищної громади.
19 липня 2020 року, в результаті адміністративно-територіальної реформи та ліквідації Золочівського району, село увійшло до складу Богодухівського району.

## Населення

### Мова
Розподіл населення за рідною мовою за даними перепису 2001 року:
| Мова       | Відсоток |
| ---------- | -------- |
| українська | 92,36%   |
| російська  | 7,64%    |

## Відомі люди
Уродженцем села є Чалий Олександр Микитович (1918—1943) — Герой Радянського Союзу.

## Також
- Перелік населених пунктів, що постраждали від Голодомору 1932—1933 (Харківська область)